# Zazen
"Zazenul nu este nici raționament,
nici teorie, nici idee.
Nu este o cunoaștere destinată creierului,
este doar o practică, veritabil acces 
la fericire, la pace și la libertate".
Maestrul Kodo Sawaki (1880 - 1965)

## Postura

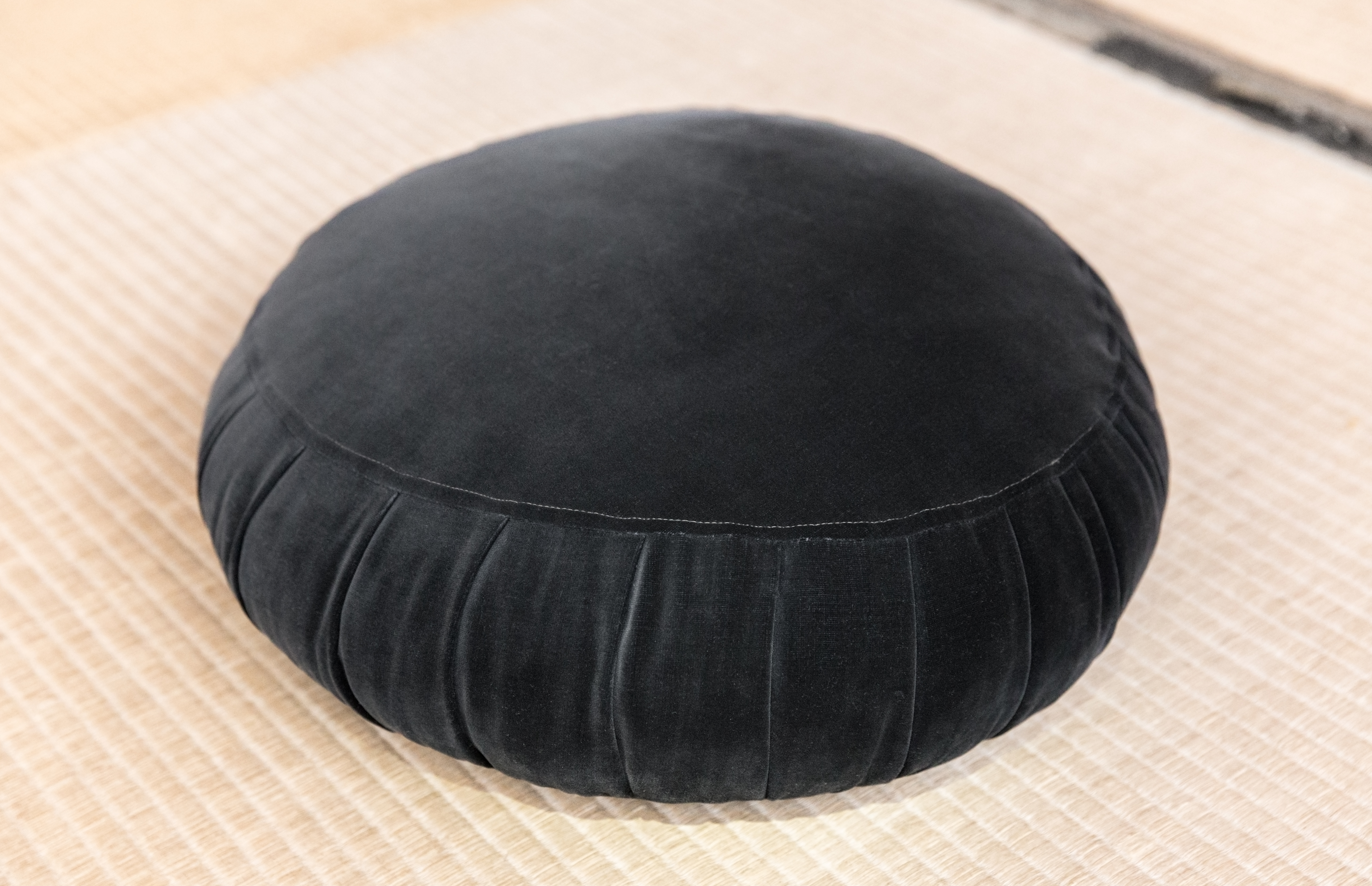
Zafu

Stând așezat în centrul unui zafu (pernă rotundă) cu picioarele încrucișate în lotus sau semi-lotus. Dacă vă este imposibil să stați astfel, și doar încrucișați picioarele fără a pune laba piciorului pe coapsa celuilalt picior, trebuie totuși să apăsați puternic solul cu genunchii. În poziția lotusului, labele picioarelor presează coapsele într-o zonă conținând puncte de acupunctură importante, corespunzând ficatului, vezicii biliare și rinichilor. În trecut samuraii își stimulau automat acești centri de energie, presându-și coapsele de spatele calului. Bazinul înclinat spre înainte până la nivelul celei de a cincea vertebre lombare, coloana vertebrală bine cambrată, spatele drept, împingeți pământul cu genunchii și cerul cu capul. Bărbia retrasă și o dată cu ea ceafa redresată, abdomenul destins, nasul pe verticala ombilicului, sunteți ca un arc întins având drept săgeată mintea. Odată așezați, puneți pumnii închiși (strângând degetul mare) pe coapse, lângă genunchi și balansați cu spatele drept, la stânga și la dreapta, de șapte sau opt ori, reducând puțin câte puțin amplitudinea până ce găsiți linia de echilibru. Apoi salutați (gasho), adică uniți mâinile în față, palmele împreunate la înălțimea umerilor, brațele îndoite rămânând orizontal. Nu mai rămâne decât să puneți mâna stângă peste mâna dreaptă, palmele spre cer, lipite de abdomen degetele mari, în contact prin vârfurile lor, menținute orizontale printr-o ușoară tensiune, nu formează nici munte, nici vale. Umerii coboară natural, retrași spre înapoi. Vârful limbii atinge cerul gurii. Privirea cade la circa un metru în față. De fapt este îndreptată spre interior. Ochii, pe jumătate închiși, nu privesc la nimic – chiar dacă intuitiv, vedeți totul!

## Respirația
Respirația joacă un rol primordial. Ființa vie respiră. La început este suflul. Respirația zen nu este comparabilă cu nici o alta. Ea urmărește în primul rând să stabilească un ritm lent, puternic și natural. Dacă sunteți concentrați asupra unei expirații calme, lungi și profunde cu atenția fixată asupra posturii, inspirația va veni de la sine. Aerul este eliminat lent și liniștit, deși apăsarea cauzată de expirație coboară cu putere în abdomen. Se apasă asupra intestinelor, provocând astfel un masaj benefic, al organelor interne. Maeștrii compară suflul zen cu mugetul vacii sau cu strigătul bebelușului ce plânge de cum s-a născut. 

## Atitudinea minții
Respirația corectă nu se poate ivi decât dintr-o postură corectă. La fel, atitudinea minții decurge în mod natural dintr-o profundă concentrare asupra posturii fizice și a respirației. Cel care respiră corect trăiește mult, intens, în pace. Practicarea suflului corect permite neutralizarea șocurilor nervoase, stăpânirea instinctelor și pasiunilor, controlarea activității mentale. Circulația cerebrală este serios îmbunătățită. Cortexul se odihnește și fluxul conștient al gândurilor este oprit, în timp ce sângele pătrunde în straturile profunde. Mai bine irigate, ele se trezesc dintr-un fel de somnolență și activitatea lor conferă o impresie de bunăstare, de seninătate, de calm, asemănătoare somnului profund, dar totuși în plină veghe. Sistemul nervos este destins, "creierul primitiv" în plină activitate. Sunteți receptivi, atenți în cel mai înalt grad cu fiecare dintre celulele corpului. Gândiți cu corpul în mod inconștient, toate dualitățile, toate contradicțiile sunt depășite, fără a pierde energie. Popoarele așa zis primitive și-au păstrat creierul "profund" foarte activ. Dezvoltând tipul nostru de civilizație, noi am educat intelectul, i-am mărit complexitatea, l-am ascuțit și am pierdut forța, intuiția, înțelepciunea asociate "miezului intern" al creierului. Iată de ce zenul este o comoară neprețuită pentru omul de azi, cel puțin pentru cel care are ochi să vadă și urechi să audă. Practicând regulat zazen, el are șansa de a deveni un om nou prin întoarcerea la originea vieții. El poate accede la condiția normală a corpului și a minții (care sunt una) prin înțelegerea existenței de la rădăcinile ei. Așezați în zazen lăsați imaginile, gândurile, formațiunile mentale izvorâte din inconștient să treacă precum norii pe cer – fără să vă opuneți lor, fără să le prindeți. Precum umbrele în fața unei oglinzi, emanațiile subconștientului trec, apar din nou și se risipesc. Și ajungeți la inconștientul profund, fără gând, dincolo de toată gândirea (hishiryo) adevărata puritate. Zenul este foarte simplu și în același timp, foarte greu de înțeles. Este o problemă de efort și repetiție – precum viața. Numai așezați, fără scop și spirit de profit, dacă postura, respirația și atitudinea minții voastre sunt în armonie, înțelegeți zenul adevărat, pătrundeți natura lui Buddha.

## Legături externe
- Materiale media legate de Zazen la Wikimedia Commons